# Betrothed to My Sister's Ex
«Betrothed to My Sister's Ex» (яп. ずたぼろ令嬢は姉の元婚約者に溺愛される, Zutaboro Reijō wa Ane no Moto Konyakusha ni Dekiai Sareru, Кохана колишнім нареченим сестри) — серія ранобе, написана Тобірано та ілюстрована Май Мурасакі. Онлайн-серіалізація розпочалася у жовтні 2019 року на вебсайті Shōsetsuka ni Narō. Згодом серію придбало видавництво Futabasha, яке з квітня 2020 року випустило вісім томів під імпринтом M Novels f. Манґа-адаптація з ілюстраціями Чікаґе Накакури публікується онлайн на вебсайті Gaugau Monster видавництва Futabasha з липня 2020 року та зібрана у вісім томів у форматі танкобон. Аніме-телесеріал, виробництвом якого займається студія LandQ Studios, премєрував у липні 2025 року.

## Персонажі
Марі (яп. マリー, Marī)
Сейю: Рена Мотомура
Кірос (яп. キュロス, Kyurosu)
Сейю: Дайкі Хамано

## Медіа

### Ранобе
Написана Тобірано, серія «Betrothed to My Sister's Ex» розпочала серіалізацію 23 жовтня 2019 року на вебсайті Shōsetsuka ni Narō. Згодом видавництво Futabasha придбало права на публікацію серії з ілюстраціями Май Мурасакі під своїм імпринтом ранобе M Novels f, починаючи з 15 квітня 2020 року. Станом на січень 2025 року було випущено вісім томів (включаючи шість томів, опублікованих лише в цифровому форматі).
У квітні 2025 року видавництво Seven Seas Entertainment оголосило про придбання ліцензії на публікацію серії англійською мовою, починаючи з січня 2026 року.
| № | Дата виходу                 | ISBN                   |
| - | --------------------------- | ---------------------- |
| 1 | 15 квітня 2020              | ISBN 978-4-575-24267-6 |
| 2 | 15 вересня 2020             | ISBN 978-4-575-24324-6 |
| 3 | 10 лютого 2022 (електронна) | —                      |
| 4 | 7 серпня 2022 (електронна)  | —                      |
| 5 | 10 дютого 2023 (електронна) | —                      |
| 6 | 10 серпня 2023 (електронна) | —                      |
| 7 | 10 травня 2024 (електронна) | —                      |
| 8 | 10 січня 2025 (електронна)  | —                      |

### Манґа
Манґа-адаптація, ілюстрована Чікаґе Накакурою, розпочала серіалізацію 24 липня 2020 року на вебсайті Gaugau Monster видавництва Futabasha. Станом на грудень 2024 року глави манґи були зібрані у вісім томів у форматі танкобон. Англомовна цифрова публікація манґи здійснюється на вебсайті Pocket Comics від Comico. У квітні 2025 року видавництво Seven Seas Entertainment також оголосило про ліцензування манґи для публікації англійською мовою, починаючи з січня 2026 року.
| № | Дата виходу    | ISBN                   |
| - | -------------- | ---------------------- |
| 1 | 15 січня 2021  | ISBN 978-4-575-41197-3 |
| 2 | 15 липня 2021  | ISBN 978-4-575-41276-5 |
| 3 | 14 січня 2022  | ISBN 978-4-575-41353-3 |
| 4 | 8 липня 2022   | ISBN 978-4-575-41454-7 |
| 5 | 10 лютого 2023 | ISBN 978-4-575-41566-7 |
| 6 | 10 серпня 2023 | ISBN 978-4-575-41704-3 |
| 7 | 10 квітня 2024 | ISBN 978-4-575-41858-3 |
| 8 | 25 грудня 2024 | ISBN 978-4-575-42044-9 |
| 9 | 25 червня 2025 | ISBN 978-4-575-42176-7 |

### Аніме
Аніме-телесеріалбуло анонсовано 29 липня 2024 року. Виробництвом серіалу займається студія LandQ Studios, режисером є Такаякі Кітаґава, за композицію серіалу відповідає Кента Іхара, дизайн персонажів розроблено Акіко Сато, а музику написав Куджіра Юмемі. Прем'єра відбулася 5 липня 2025 року в програмному блоці Animeism на телеканалах MBS, TBS, CBC та BS-TBS. Відкриваючою темою є пісня «Gesshoku» (Місячне затемнення) у виконанні Krage, а завершальною темою — «Marie» у виконанні Myuk.  Crunchyroll проводить стрімінг серіалу.

## Нотатки
1. ↑  MBS, TBS і CBC вказали прем'єру серіалу як 25:53 4 липня 2024 року, тобто фактично 5 липня о 1:53 ночі за японським часом.